# Thymoites vivus
Thymoites vivus là một loài nhện trong họ Theridiidae.
Loài này thuộc chi Thymoites. Thymoites vivus được Octavius Pickard-Cambridge miêu tả năm 1899.